# ソアチャ
ソアチャ(スペイン語：Soacha)は、コロンビアのクンディナマルカ県の都市。人口は51万6400人（2016年）。
首都ボゴタの西側に隣接し、トランスミレニオで結ばれている。首都圏のベッドタウンだが、製造業が集積しており工業都市の側面もある。

## 人口
- 1985年10月15日：10万691人
- 1993年10月24日：22万2565人
- 2005年6月30日：39万6555人
- 2010年6月30日：45万300人
- 2016年6月30日：51万6400人

## 語源
「Soacha」はチブチャ語の「Súa」(スエ)と、「chá」(男)を合わせた言葉で、「太陽の男」となる。
元々は「Suecha」と綴られたが、後に「Soacha」に変わっていった。

## 歴史
紀元前800年頃～800年頃のエレーラ時代に人が住み始めた。
1450年～1540年のムイスカ連合時代には、重要な村になった。
これはムイスカ人がスペインのコンキスタドールに土地を奪われるまで存在した緩い国家連合である。
ソアチャはボゴタ政府の支配下にあった。
1600年8月15日、スペイン人が新たにソアチャを建設した。
1989年8月18日、大統領選の中でルイス・カルロス・ガラン・サルミエント大統領が複数の殺し屋に殺害された。
メデジン・カルテルのパブロ・エスコバルの組織の犯行だった。
同年11月27日、アビアンカ航空203便が墜落し、乗客全員とソアチャ市民3人が死亡した。
これもパブロ・エスコバルの組織が搭乗予定のセサル・ガビリア大統領候補を殺害する為に行った。
ガビリアは事前に搭乗を取りやめており、翌年大統領になった。
2008年、偽陽性醜聞が明らかになった。
ソアチャで仕事を紹介された22人の男性が、数百km離れた場所で遺体で見つかった事で発覚した。
殺害したのは国軍で、戦闘で殺害したゲリラと偽って政府に報告し、戦果を水増ししていた。
2010年、下位中産階級を対象とした開発計画の「Ciudad Verde」(緑の都市)が始まった。完了予定は2016年末である。

## 著名人
- ウォルター・ペドラサ（英語版）：1981年～。自転車競技選手。

## 写真

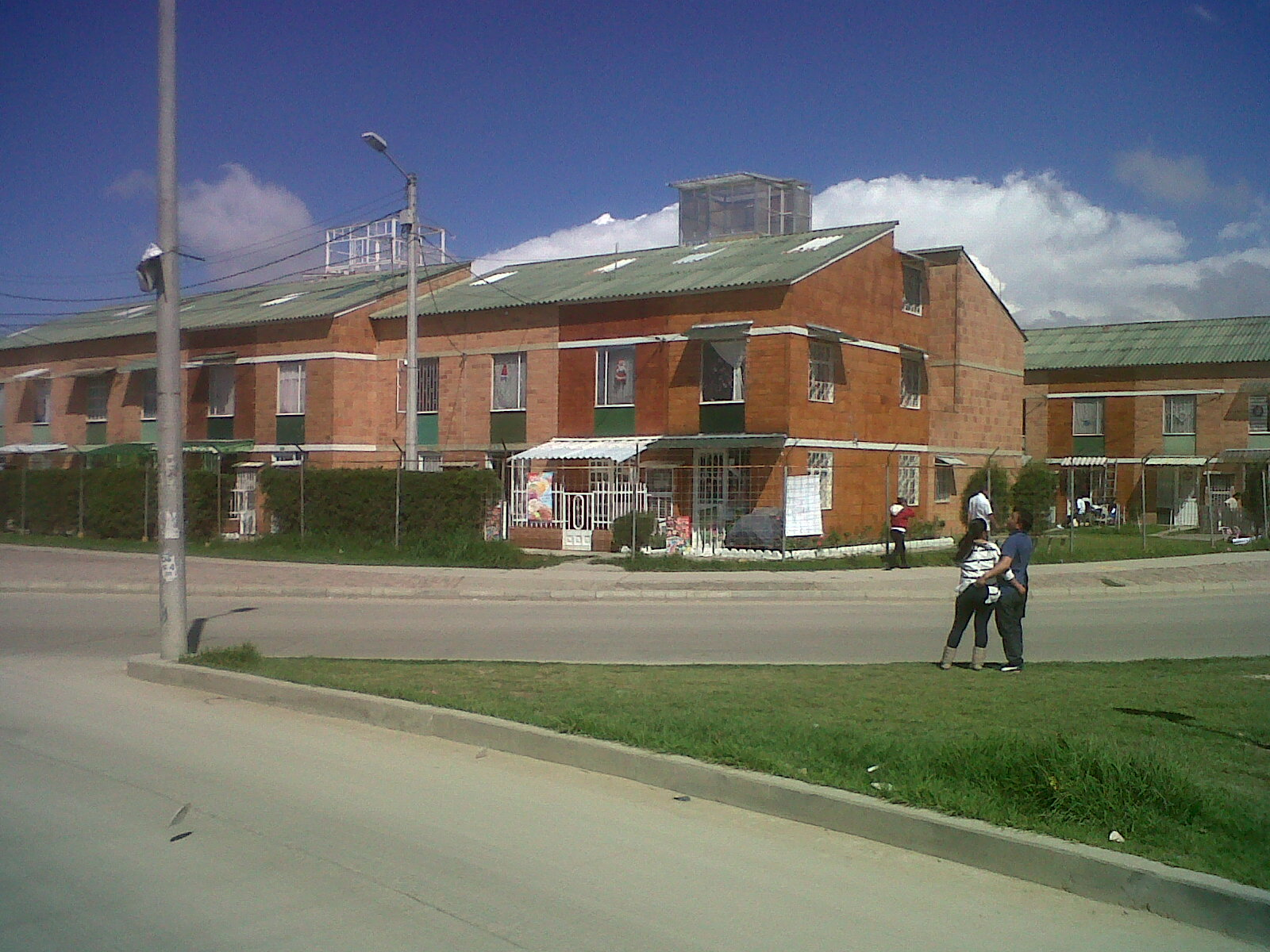
住宅
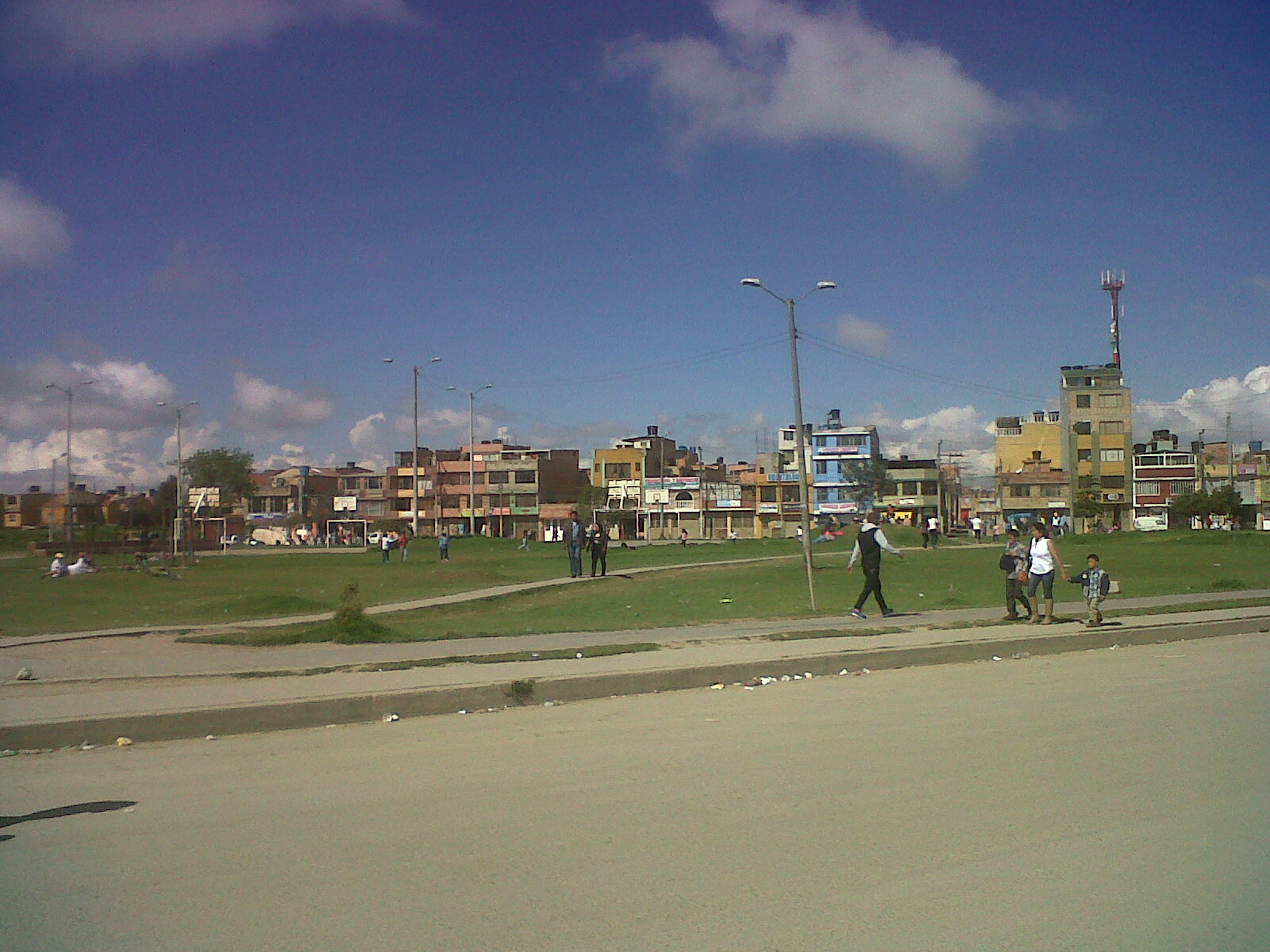
リンコン・デ・サンタ・フェ公園
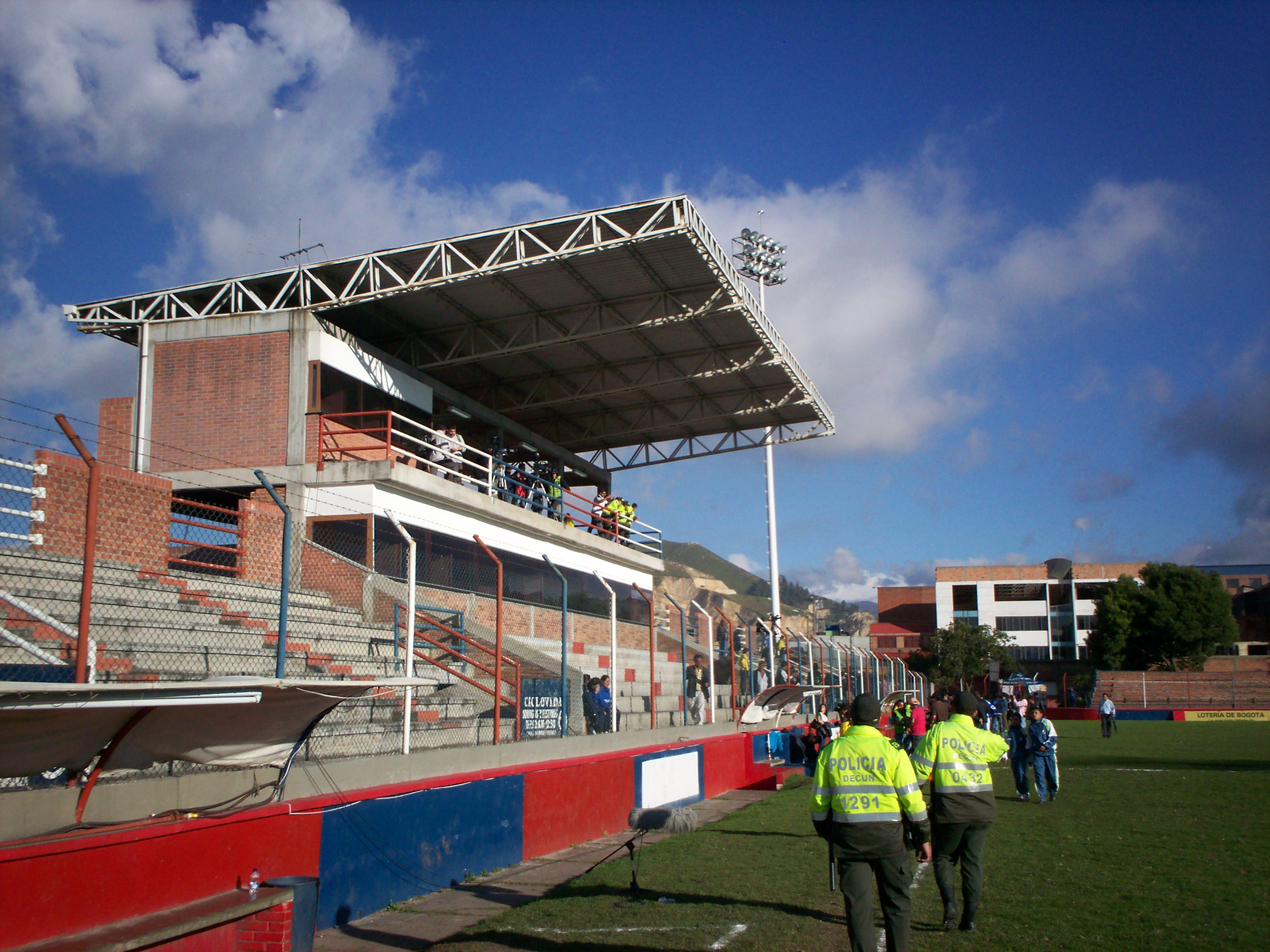
ルイス・カルロス・ギャラン競技場

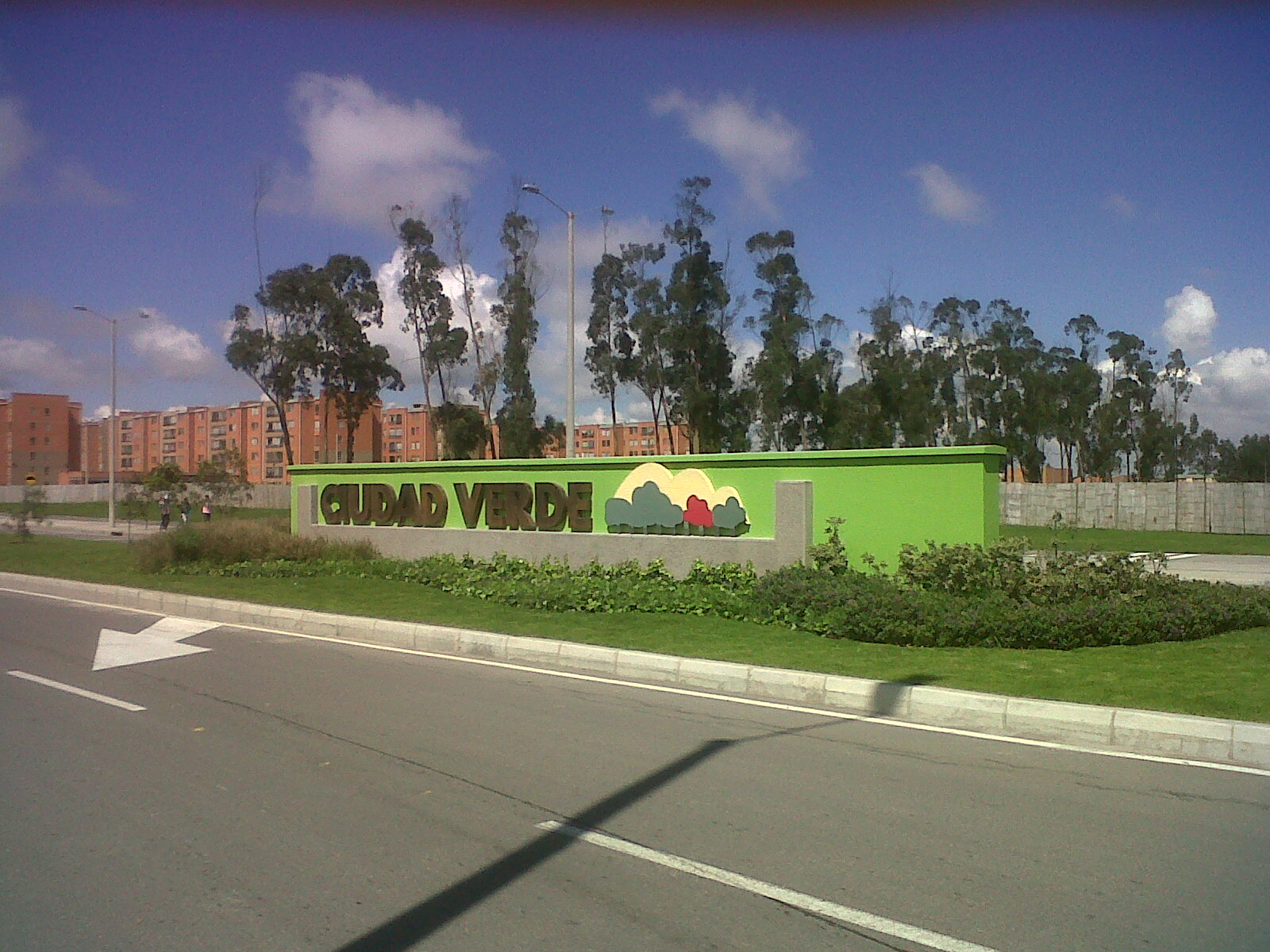
緑の都市の看板
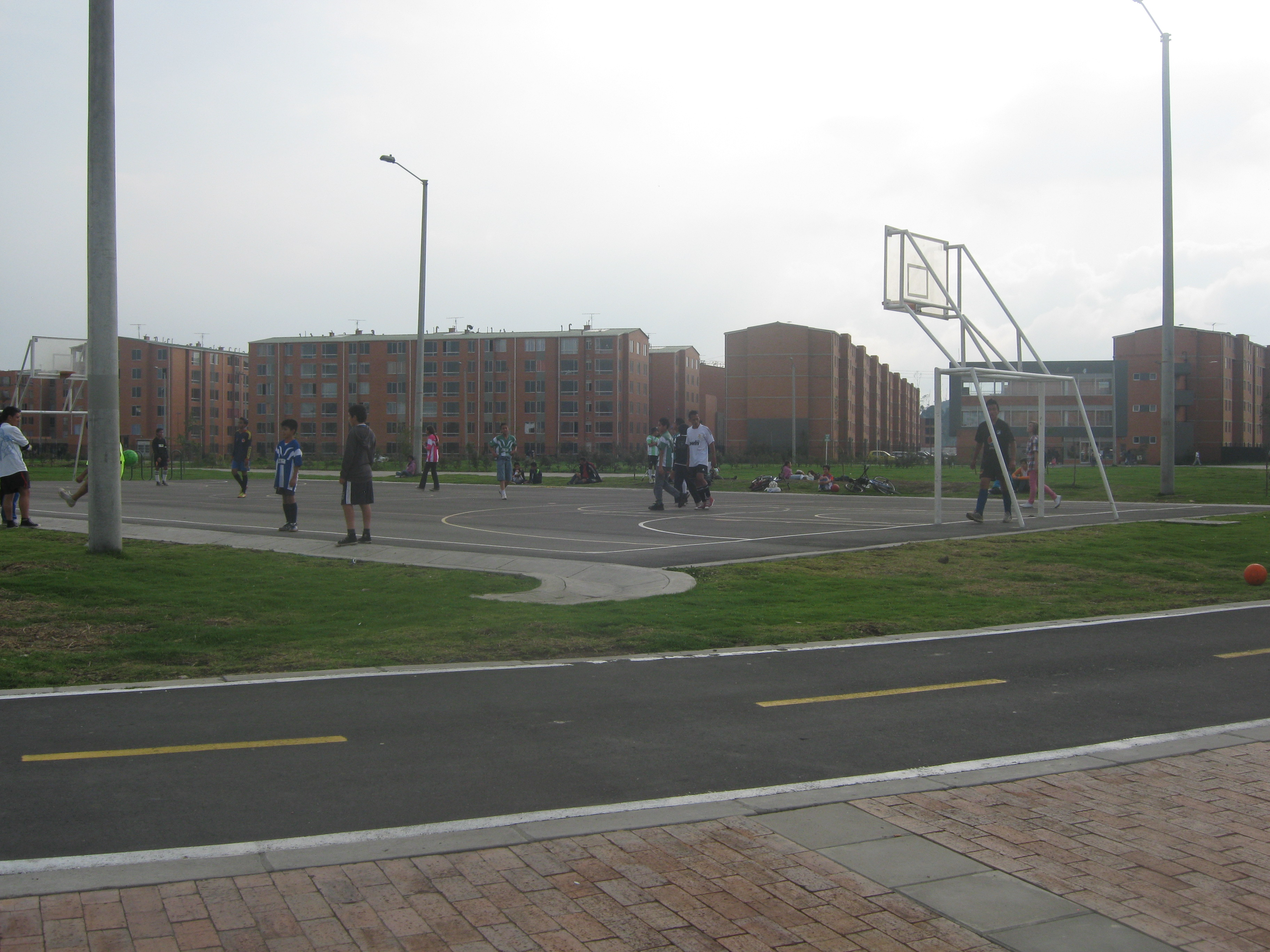
ロゴロニョ公園
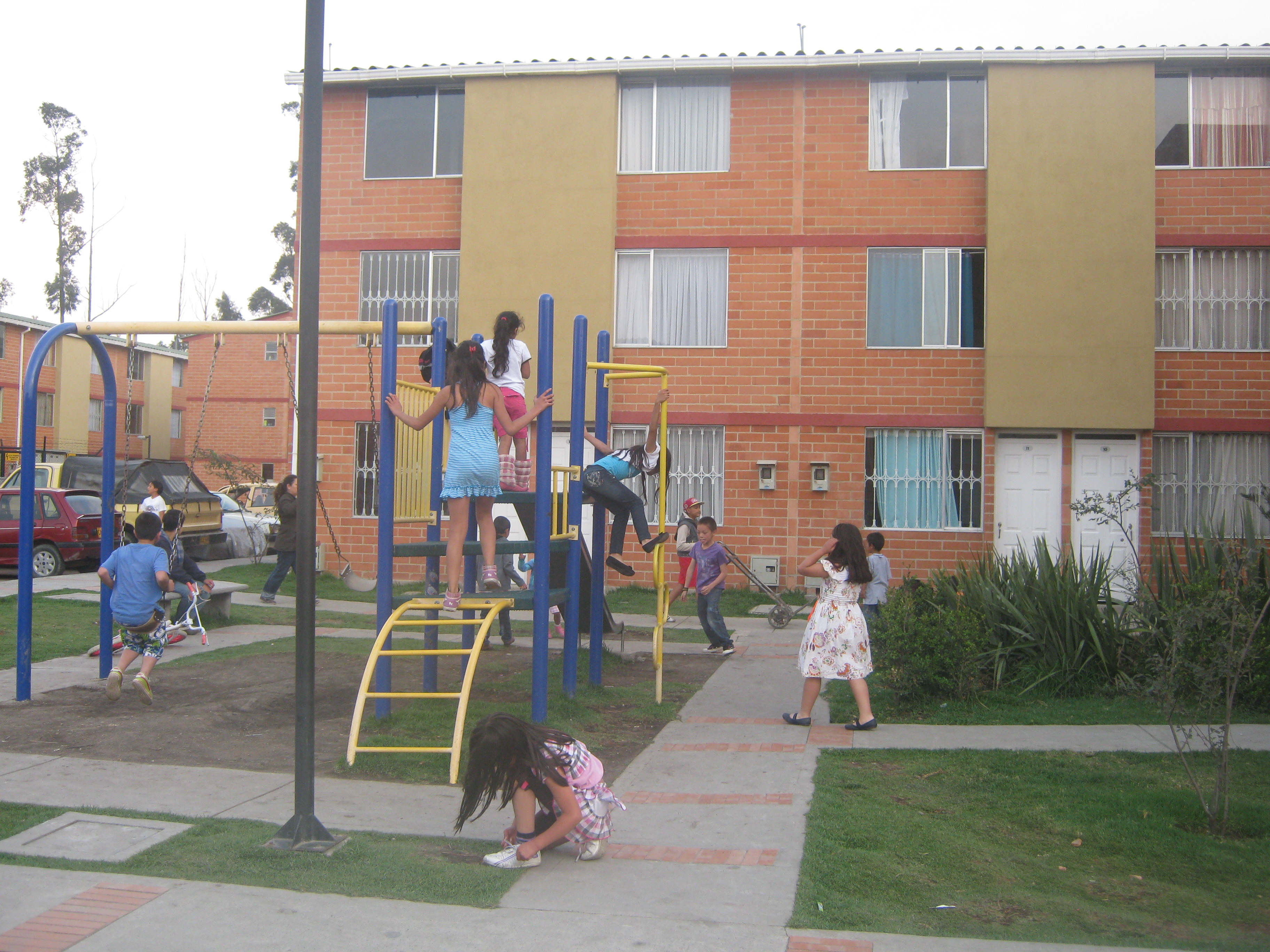
住宅と遊び場